# 日本製鉄山口硬式野球部
日本製鉄山口硬式野球部（にっぽんせいてつやまぐちこうしきやきゅうぶ）は、山口県光市と周南市に本拠地を置き、日本野球連盟に加盟している社会人野球の企業チームである。

## 概要
1961年、八幡製鐵の光製鐵所で『八幡製鐵光硬式野球部』として創部。
1970年、八幡製鐵と富士製鐵と合併し新日本製鐵が発足。これに伴い、チーム名を『新日本製鐵光硬式野球部』に改称した。
1994年、鉄鋼不況の影響から新日本製鐵が経営のスリム化に乗り出し、同年シーズン限りで室蘭野球部、堺野球部とともに当チームは休部することが決定した。そこで、有志たちがクラブチームとして『光シーガルズ』を立ち上げ、新日本製鐵のみならず協力会社からの支援を受け、1995年から活動を開始した。
2012年10月、新日本製鐵が住友金属工業と合併し新日鐵住金（現・日本製鉄）が発足。これに伴い、新日本製鐵を源流とするクラブチームや広域複合企業チームの多くが冠スポンサーとして「新日鐵住金」の名称を使うようになったが、光シーガルズは室蘭シャークスとともにその冠をつけなかった。
2019年、同年シーズンより登録種別を企業チームに登録変更した。この際、新日鉄光時代の経歴を引き継ぐこととなった。
2021年1月8日、チームの名称を『日鉄ステンレス山口シーガルズ』に変更した。
2022年6月にチーム名を『日鉄ステンレス硬式野球部』に改称した。
2025年4月1日付で運営母体の日鉄ステンレスが日本製鉄と合併し、事業所名が日本製鉄山口製鉄所となった事により、チーム名も『日本製鉄山口硬式野球部』に改称。

## 沿革
- 1961年 - 『八幡製鐵光硬式野球部』として創部。
- 1970年 - 親会社の合併に伴い、チーム名を『新日本製鐵光硬式野球部』に改称。
- 1975年 - 日本選手権に初出場（初戦敗退）。
- 1978年 - 都市対抗野球に初出場（初戦敗退）。
- 1994年 - 新日本製鐵のスポーツ支援体制見直しにより休部。
- 1995年 - クラブチームとして『光シーガルズ』が活動開始。
- 2019年 - 企業チームへ登録変更。
- 2021年 - チーム名を『日鉄ステンレス山口シーガルズ』に改称。
- 2022年 - 後半戦よりチーム名を『日鉄ステンレス硬式野球部』に改称。10月より本拠地に周南市を追加し、2023年シーズンより都市対抗には「光市・周南市」代表として出場する[5]。
- 2025年 - 運営母体の日鉄ステンレスの合併により、チーム名を『日本製鉄山口硬式野球部』に改称。

## 主要大会の出場歴・最高成績
新日本製鐵光（前身の八幡製鐵光を含む）
- 都市対抗野球大会 - 出場6回
- 社会人野球日本選手権大会 - 出場7回、8強1回（1976年）
- JABA徳山(スポニチ)大会 - 優勝7回（1973、1975、1977、1979、1983、1988、1989年）

光シーガルズ
- JABA徳山(スポニチ)大会 - 優勝4回（2005、2009、2013、2019年）

日鉄ステンレス山口シーガルズ
- JABA徳山(スポニチ)大会 - 優勝1回（2021）

日鉄ステンレス硬式野球部
- JABA徳山(スポニチ)大会 - 優勝2回（2023、2024年）

日本製鉄山口硬式野球部
- JABA徳山(スポニチ)大会 - 優勝1回（2025）

## 主な出身プロ野球選手
新日本製鐵光（前身の八幡製鐵光を含む）
- 藤本和宏（投手） - 1966年ドラフト外で西鉄ライオンズに入団
- 福島知春（捕手） - 1972年ドラフト5位で読売ジャイアンツに入団
- 大町定夫（投手） - 1979年ドラフト外で阪神タイガースに入団
- 山本和男（投手） - 1980年ドラフト外で広島東洋カープに入団
- 河本育之（投手） - 1991年ドラフト2位で千葉ロッテマリーンズに入団
- 高村良嘉（内野手） - 1994年ドラフト5位で読売ジャイアンツに入団
- 土井雅弘（投手） - 新日本製鐵八幡に移籍し、1995年ドラフト3位で福岡ダイエーホークスに入団
- 森慎二（投手） - 新日本製鐵君津に移籍し、1996年ドラフト2位で西武ライオンズに入団

日鉄ステンレス
- 江原雅裕（投手） - 2024年ドラフト4位で東北楽天ゴールデンイーグルスに入団

## 元プロ野球選手の競技者登録
- 高村良嘉（元：読売ジャイアンツ） - ヘッドコーチ（2021年 - 2022年）→ 監督（2022年 - 2023年)
- 土井雅弘（元：福岡ダイエーホークス、オリックス・ブルーウェーブ） - 投手コーチ（2021年 - ）
- 畝章真（元：広島東洋カープ） - 投手（2022年 - ）、兼任コーチ（2024年）
- 阿知羅拓馬（元：中日ドラゴンズ） - トレーナー（2024年 - ）